# 537 (numero)
Cinquecentotrentasette (537) è il numero naturale dopo il 536 e prima del 538.

## Proprietà matematiche
- È un numero dispari.
- È un numero composto con 4 divisori: 1, 3, 179, 537. Poiché la somma dei suoi divisori (escluso il numero stesso) è 183 < 537, è un numero difettivo.
- È un numero semiprimo.
- È un numero palindromo e un numero ondulante nel sistema di numerazione posizionale a base 9 (656).
- È un numero fortunato.
- È un numero malvagio.
- È un numero intero privo di quadrati.
- È parte delle terne pitagoriche (537, 716, 895), (537, 16016, 16025), (537, 48060, 48063), (537, 144184, 144185).

## Astronomia
- 537 Pauly è un asteroide della fascia principale del sistema solare.
- NGC 537 è una galassia irregolare della costellazione di Andromeda.

## Astronautica
- Cosmos 537 è un satellite artificiale russo.